# Ļ
Cette page contient des caractères spéciaux ou non latins. S’ils s’affichent mal (▯, ?, etc.), consultez la page d’aide Unicode.
Ļ (minuscule : ļ), appelé L cédille, est un graphème utilisé dans l’écriture du marshallais. Il s'agit de la lettre L diacritée d'une cédille.
Pour des raisons techniques historiques de codage informatique du L cédille, celui-ci est utilisé dans l'écriture du letton pour représenter le L virgule souscrite ‹ l̦ › et sa cédille est représentée par un trait ressemblant à une virgule souscrite dans les fontes adaptées au letton.

## Utilisation

L cédille majuscule et minuscule : à gauche, la forme avec la cédille classique utilisée en marshallais ; et à droite la forme avec une cédille comme une virgule souscrite utilisée en letton.

### Letton
Les caractères Unicode du L cédille ‹ ļ › sont utilisés en letton pour représenter le L virgule souscrite ‹ l̦ › qui retranscrit la consonne spirante latérale palatale voisée [ʎ]. Sa cédille ressemble à une virgule souscrite.

### Marshallais
Le L cédille ‹ ļ › est utilisé en marshallais (dans l’alphabet standard,,) pour représenter la consonne spirante latérale alvéolaire voisée vélarisée /lˠ/. À cause du manque de fontes adaptées il est souvent affiché comme un L virgule souscrite letton ou remplacé par un L macron souscrit.

### Serbo-croate
Le dictionnaire serbo-croate de Đuro Daničić, Rjecnik hrvatskoga ili srpskoga jezika, publié par l’Académie yougoslave des sciences et des arts de 1880 à 1976 a initialement utilisé une orthographe serbo-croate faisant usage de la lettre L cédille (avec la forme d’une cédille conventionnelle au lieu d’une virgule souscrite) remplaçant ainsi le ‹ lj › de l’alphabet Gaj.

## Représentations informatiques
Le L cédille peut être représenté avec les caractères Unicode suivants :
- précomposé (latin étendu A) :

| formes    | représentations | chaînes de caractères | points de code | descriptions                      |
| --------- | --------------- | --------------------- | -------------- | --------------------------------- |
| capitale  | Ļ               | Ļ                     | U+013B         | lettre majuscule latine l cédille |
| minuscule | ļ               | ļ                     | U+013C         | lettre minuscule latine l cédille |

- décomposé (latin de base, diacritiques) :

| formes    | représentations | chaînes de caractères | points de code | descriptions                                  |
| --------- | --------------- | --------------------- | -------------- | --------------------------------------------- |
| capitale  | Ļ               | L◌̧                    | U+004C U+0327  | lettre majuscule latine l diacritique cédille |
| minuscule | ļ               | l◌̧                    | U+006C U+0327  | lettre minuscule latine l diacritique cédille |